# Hettita Gilgames-eposz
A hettita Gilgames-eposz i. e. 1300 körül íródott hettita epikus irodalmi alkotás, az akkád Gilgames-eposz átirata. Helyenként apró változtatások találhatók a cselekményben és a nevekben is. Korban a sumer és akkád átiratot követi, megelőzi az asszír és újbabiloni változatot.
Töredékes formában maradt fenn, a hattuszaszi levéltár több darabja tartalmaz hozzá tartozó részleteket. Egyes szakaszain alig van olvasható jel, mint például az 1. §-ban. Ezeket a hettita szövegek katalógusa (CTH) a 341. számon tartalmazza, ezért forráshivatkozása általában CTH#341, a huszonegy ismert töredék a CTH#341 III.1–21. számokon kereshető. Forráskiadása a KBo (Keilschrifttexte aus Boğazköy) és KUB (Keilschrifturkunden aus Boğazköy) sorozatokban volt több különböző kiadásban, ahogyan a töredékek előkerültek. Az elsőt Emmanuel Laroche publikálta KBo 13.34 számon. „Huvava negyedik táblája” hurri nyelvű.
Egyes táblákon olvasható az írnok, Ipizzi neve, aki lejegyezte a művet. Nem tudjuk, hogy szerzője volt-e, vagy más iratot másolt. E mítoszváltozat lényegesen tömörebb az akkádnál, bár az i. e. 15. századi, tizenegy táblás akkád dokumentum a korábbi mítosz egy bővített, más eposzrészletekkel dúsított kompilációja. Az első hettita tábla mindjárt majdnem a történet feléig eljut, amivel az ősi sumer szövegváltozatokhoz hasonlít. A szöveg Gilgamest az akkád (m)DGIŠ.GIM2-MAŠ (𒄑𒀢𒈦) formában is tartalmazza, de ehelyett szótagjelekkel Dgal/bíl-ga-miš/(mi-iš) (𒆗𒂵𒈩 vagy 𒉋𒂵𒈪𒅖) is előfordul. A bílgamis névváltozat nagyon közel áll Gilgames eredeti sumer nevéhez, a Bilga-mes („Öreg ifjú”) névváltozathoz. Előfordul még ul-uš formában is (𒌌𒍑), amely miatt a latin Ulysses névvel (görög Odüsszeusz) is kapcsolatba hozzák.
Gilgames a hettita verzióban is uruki, itt a város neve URUu-ra/ru-ga/ka (𒌋𒊏𒂵 uraga, 𒌋𒊒𒅗 uruka). A neve elé írt determinatívum pedig isteni mivoltát fejezi ki, bár ez változó, néha csak a férfi személynevek jelzését kapja. A DIŠ és DINGIR determinatívumok szabad cseréje arra utal, a hettiták nem kívánták eldönteni, hogy Gilgames emberi vagy isteni lény-e. A dingir mellett az akkádban ember, férfi jelentésű DIŠ determinatívum átalakult az azonos jelentésű GIŠ jellé, amelyet viszont a hettiták a fák, fából készült tárgyak jelölésére alkalmaztak, ezért a név részeként olvasták. Heroikus alak, érezhető rajta az egy évezredes mítoszfejlődés, és e szempontból közelebb áll a későbbi asszír változathoz, mint az akkádhoz. Enkidut kifejezetten Gilgames segítségére, szolgájának rendelik, ezért teremtik az istenek, akik egy gyűlésen közösen döntenek létrehozásáról. A fontos szerepet játszó kocsmárosnő, Sziduri neve itt Nakmazuli. A vadász, aki az akkád változatban is szerepel, itt Szangaszu nevű, és bizonyíték arra, hogy a mű szerzője ismerte az akkád verziót. Komoly teret ad a Huvava (vagy Huvavaisz, Humbaba hettita neve) elleni harc leírásának, ezzel feltehetőleg olvasói igényét igyekezett kiszolgálni. A töredékek szövege többnyire nehezen rekonstruálható, sőt helyenként lehetetlen, ezért elképzelhető, hogy vannak e változatnak olyan elemei is, amelyeknek az akkád változatban nincs megfelelőjük.